# Khailar
Khailar es una ciudad censal situada en el distrito de Jhansi en el estado de Uttar Pradesh (India). Su población es de 13232 habitantes (2011). 

## Demografía
Según el censo de 2011 la población de Khailar era de 13232 habitantes, de los cuales 6953 eran hombres y 6279 eran mujeres. Khailar tiene una tasa media de alfabetización del 82,52%, superior a la media estatal del 67,68%: la alfabetización masculina es del 89,53%, y la alfabetización femenina del 74,49%.